# Кленси Браун
Кларенс Џон Браун III (енгл. Clarence John Brown III; рођен 5. јануара 1959. у Урбана, Охајо), познатији као 
Кленси Браун (енгл. Clancy Brown), амерички је позоришни, филмски, ТВ и гласовни глумац.
Познат је по филмовима Авантуре Бакару Банзаија кроз осму димензију (1984), Горштак (1986), Екстремна предострожност (1987), Бекство из Шошенка (1994), Флабер (1997), Свемирски војници (1997), Страва у Улици брестова (2010), анимираној серији Сунђер Боб Коцкалоне, у којој је давао глас господину Краби. Такође је познат по улози Хенка Андерсона у видео игрици Detroit: Become Human и као глас др Неа Кортекса у серији игара Crash bandicoot.